# Czesław Błażejewski
Czesław Błażejewski (ur. 15 października 1931 w Górnej Owczarni, zm. 27 stycznia 2020) – polski pułkownik organów bezpieczeństwa PRL, kierownik Grupy Operacyjnej Nr 3 MSW w Leningradzie.

## Życiorys
Syn Władysława i Anny. Wstąpił do służby bezpieczeństwa w 1956 i przeszedł przeszkolenie aktywu kierowniczego w Centrum Wyszkolenia Komitetu ds. Bezpieczeństwa Publicznego w Legionowie (1956). Stopniowo awansował, pełniąc funkcje oficera techniki operacyjnej Biura „W” MSW, kontroli korespondencji (1957), oficera operacyjnego, st. oficera operacyjnego, inspektora, st. inspektora, zastępcy naczelnika Wydziału II Departamentu II MSW, kontrwywiadu (1958–1972). W 1960 ukończył Roczną Szkołę Funkcjonariuszy SB w CW MSW.
Przebywał na przeszkoleniu operacyjnym w Wyższej Szkole KGB w Moskwie (1972–1973). Ponownie pełnił funkcje: zastępcy naczelnika Wydziału II Departamentu II (1973–1974), naczelnika Wydziału V Departamentu II (1974–1975), I zastępcy komendanta ds. służby bezpieczeństwa KW MO we Wrocławiu (1975–1983), zastępcy szefa WUSW ds. SB we Wrocławiu (1983–1987), w dyspozycji dyrektora Departamentu Kadr MSW (1987–1988), na etacie niejawnym specjalisty Departamentu II p.o. kierownika Grupy Operacyjnej Nr. 3 MSW w Leningradzie, wykonującym swoje zadania pod przykryciem konsula Konsulatu Generalnego PRL w Leningradzie (1988–1990).